# Прикладна психологія
Прикладна́ психоло́гія — загальна назва ряду галузей сучасної психології, які займаються застосуванням психологічних знань (принципів, методів) у різних видах людської діяльності
 Термін виник наприкінці XIX ст., коли психологія переставала бути лише умоглядною наукою. Фундатором прикладної психології в США вважають Гуго Мюнстерберга, в СРСР значний внесок у розвиток прикладної психології зробили М. Бернштейн, О. Лурія, Г. Костюк, О. Ткаченко.
 Підрозділи прикладної психології носять назви відповідно до сфер аплікації психологічного знання, якими є: медицина, правосуддя, освіта, спорт тощо. Як правило, роль психологічної теорії в цих сферах — це:
- вивчення та врахування індивідуальних якостей людини, як морально-психологічних (світоглядні установки, спосіб життя) так і психофізіологічних (швидкість реакції, витривалість, здатність до навчання);
- врахування соціально-психологічних ефектів (колективна взаємодія, громадська думка, емоційне зараження, конфлікти);
- врахування «людського фактору» в роботі систем людина-техніка (заходи безпеки на виробництві, використання анти-спам кодів, щоб відрізнити живого користувача від бота)…

Методи, якими послуговується прикладна психологія, можуть бути загальними (тестування) або специфічними (метод вільних асоціацій у клінічній психології та психотерапії).
Деякі приклади, в яких психологія доводить свою практичну користь:
- загально-методологічні поради побудови практик та процесів (організація виробництва, навчання або тренувального процесу);
- підбір кадрів (наприклад, для спорту, суду присяжних, у бізнесі);
- психологічна експертиза в правосудді…

Визначення прикладної психології як галузі психологічної науки відокремлює її від ряду практик і знань, адже безліч прикладів застосування певного розуміння психічних явищ можна знайти й поза сферою наукового знання. Східна філософія, йога та й більшість релігійних вчень широко застосовують методи психічної регуляції в духовних практиках. Народна медицина, знахарство (часто й несвідомо) послуговуються знанням психічних феноменів. Ілюзіоністи та пройдисвіти теж не гребають користуватися певним розумінням психічної реальності. Отримані в життєвому досвіді психологічні компетенції служать кожному з нас у побуті, навчанні, стосунках з ближніми. Але традиційно такі приклади не відносять до прикладної психології, оскільки в них знання та практика будуються на поняттях буденної свідомості і не мають строгої наукової (теоретичної та експериментальної) основи.
Галузі психології, що відносять до прикладної психології, виокремлюють за сферами практичної діяльності. Оскільки практика є складним системним утворенням. Структура підрозділів прикладної психології — ієрархічна побудова з трьома-чотирма рівнями та додатковими відгалуженнями, яких у прискіпливого дослідника може бути надзвичайно багато, наприклад:
- юридична психологія,
  - кримінальна,
    - психологія допиту,

  - судова,
    - психологія свідків,

  - пенітенціарна;
- психологія освіти,
  - педагогічна,
    - психологія початкової, середньої, вищої школи, та позашкільної освіти
    - психологія педагогічної оцінки,

  - психологія виховання,
  - психологія навчання,
    - психологія вчення та навчання…

Достатньо перерахувати основні сфери застосування психологічних знань (див.): праця, медицина, бізнес, релігія, освіта, правосуддя, спорт, політика, армія,..
Тісно пов'язана, але не тотожна прикладній психології — практична психологія, яка є спробою побудови окремої людської практики (на рівні з названими вище). Так, психолог-практик у школі може консультувати вчителів щодо прикладних психологічних методик, але основним змістом його роботи буде інше: індивідуальні консультації та групова робота з учнями та вчителями, спрямована на їх особистісний і колективний розвиток, подолання психологічних негараздів.
| Псі, буква грецького алфавіту, символ психології | Це незавершена стаття з психології. Ви можете допомогти проєкту, виправивши або дописавши її. |